# Bulva

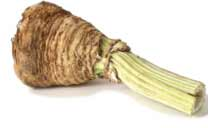
Bulva celeru

Bulva je ztloustlý kořen přecházející v ztloustlou dolní část stonku. Tím se liší od kořenové hlízy, která je jen ztlustlým kořenem. Zelenina, která se pěstuje pro bulvu, se nazývá bulevnina. Mezi bulevniny patří například celer, cukrovka nebo krmná řepa.